# Libenice
Libenice je obec v okrese Kolín ležící asi 7 km jihovýchodně od Kolína. V obci je evidováno asi 150 domů a žije zde 316 obyvatel.
Libenice je také název katastrálního území o rozloze 4,82 km2.

## Historie
Na území obce byly nalezeny stopy, svědčící o osídlení již v době pozdního neolitu. V roce 1959 byly odkryty pozůstatky údajné keltské svatyně staré asi 2600 let. Po této svatyni byla pojmenována planetka (4823) Libenice. Planetku objevil A. Mrkos 4. října 1986 na Kleti.
První písemná zmínka o vsi pochází z roku 1142. Kolem roku 1400 zde byla vystavěna tvrz. Vesnice i tvrz často měnily majitele. Tvrz vyhořela roku 1643 a do dnešní doby se dochovaly pouze její pozůstatky.

### Územněsprávní začlenění
Dějiny územněsprávního začleňování zahrnují období od roku 1850 do současnosti. V chronologickém přehledu je uvedena územně administrativní příslušnost obce v roce, kdy ke změně došlo:
- 1850 země česká, kraj Pardubice, politický okres Kolín, soudní okres Kouřim[6]
- 1855 země česká, kraj Čáslav, soudní okres Kouřim
- 1868 země česká, politický okres Kolín, soudní okres Kouřim
- 1939 země česká, Oberlandrat Kolín, politický okres Kolín, soudní okres Kouřim[7]
- 1942 země česká, Oberlandrat Praha, politický okres Kolín, soudní okres Kouřim[8]
- 1945 země česká, správní okres Kolín, soudní okres Kouřim[9]
- 1949 Pražský kraj, okres Kolín[10]
- 1960 Středočeský kraj, okres Kolín
- 2003 Středočeský kraj, obec s rozšířenou působností Kolín

### Rok 1932
V obci Libenice (přísl. Grunta, 667 obyvatel, katol. kostel, evang. kostel) byly v roce 1932 evidovány tyto živnosti a obchody: holič, 2 hostince, 2 koláři, 2 kováři, krejčí, obuvník, pekař, 2 rolníci, řezník, 2 obchody se smíšeným zbožím, spořitelní a záložní spolek pro Libenice, švadlena, 2 trafiky, truhlář.

## Památky
- zbytky tvrze
- kaplička
- kopie menhiru (?) z domnělé keltské svatyně
- evangelický kostel
- evangelická fara
- evangelická škola
- Libenický dub

## Doprava
Dopravní síť
- Pozemní komunikace – Do obce vede silnice III. třídy. Územím obce vede silnice I/38 Havlíčkův Brod - Čáslav - Kolín - Nymburk.

- Železnice – Železniční trať ani stanice na území obce nejsou. Nejbližší železniční zastávkou je Hlízov ve vzdálenosti 3,5 km ležící na trati 230 z Kutné Hory do Kolína.

- Autobusová doprava – Autobusová linka Kutná Hora-Kolín (dopravce ARRIVA Východní Čechy, a. s.).

## Osobnosti
- Josef Košín z Radostova (1832–1911), sběratel a spisovatel pohádek

## Galerie

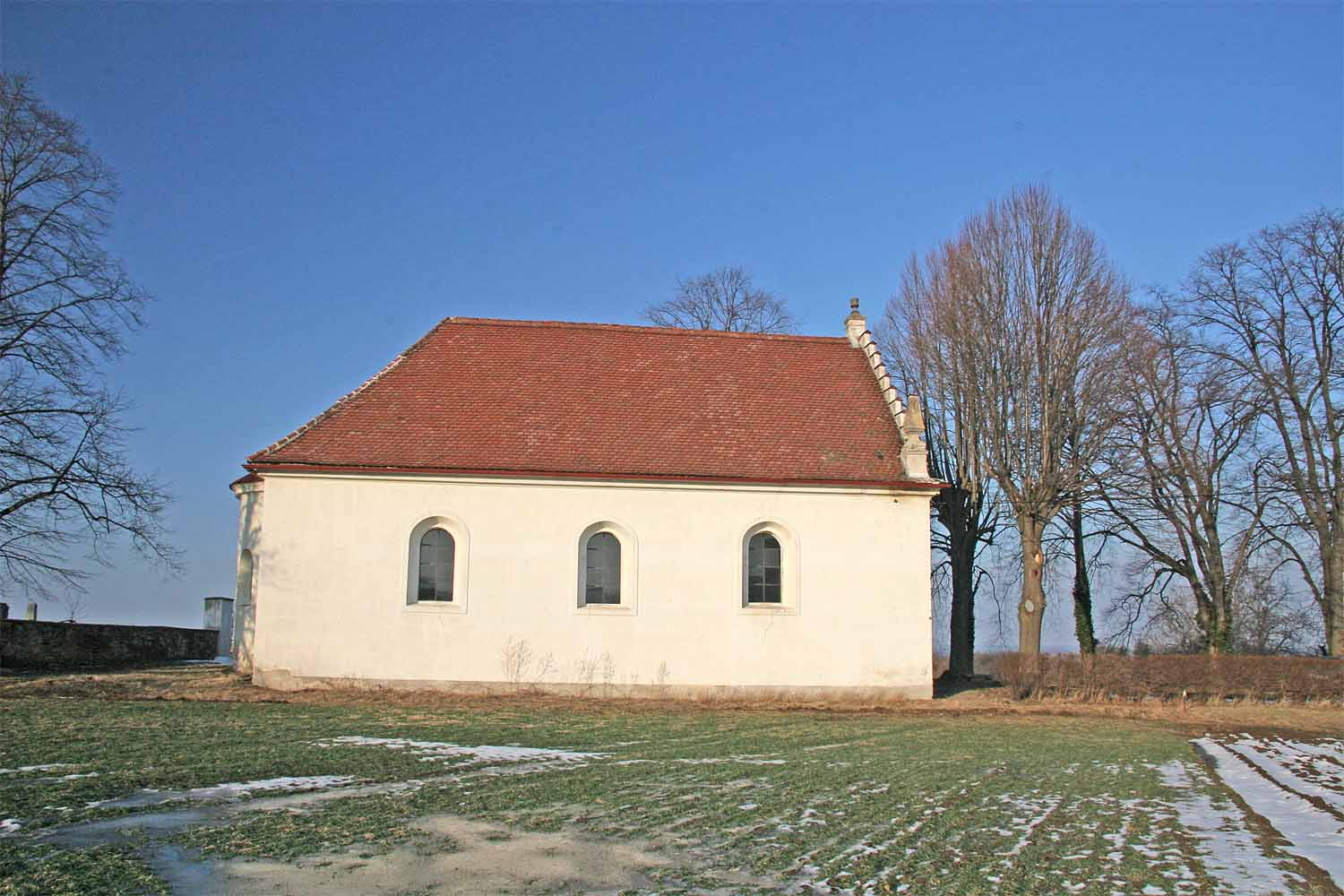
Evangelický kostel